# مونتيرودوني
مونتيرودوني هي بلدية في مقاطعة إزرنية في منطقة مليزة بجنوب إيطاليا،  وتقع على بعد حوالي 40 كيلومتر (25 ميل) غرب كمبباسة وحوالي 11 كيلومتر (7 ميل) جنوب غرب إزرنية.